# Brick by Boring Brick
Brick by Boring Brick is een nummer van de Amerikaanse rockband Paramore uit 2009. Het is de tweede single van hun derde studioalbum Brand New Eyes.
Hoewel het nummer één van de bekendste nummers van Paramore is, haalde het nergens echt een hoge positie in de hitlijsten. Zo werd bijvoorbeeld de Amerikaanse Billboard Hot 100 niet gehaald. In het Nederlandse taalgebied werd het nummer echter wel een klein hitje, met in Nederland een 2e positie in de Tipparade en in Vlaanderen een 16e positie in de Tipparade.